# Paus Fabianus
Fabianus, zeer soms Flavius genoemd (Rome, ?  - aldaar, 20 januari 250) was de twintigste paus van de Katholieke Kerk. Hij werd volgens de legende in 236 door de Heilige Geest als onverwachte opvolger van Anterus aangewezen toen een duif neerstreek op zijn hoofd, hoewel hij noch een bekend persoon, noch een inwoner van Rome was.
Zijn pontificaat kenmerkte zich door organisatie en uitbreiding. Hij stelde bijvoorbeeld mensen aan om de daden van de martelaren op te tekenen. Ook zou hij keizer Philippus en zijn zoon gedoopt hebben. Hij was tevens verantwoordelijk voor de bekering van de Galliërs. Hiervoor stuurde hij zeven bisschoppen vanuit Rome op weg, waarmee hij de grondslag legde voor het latere hiërarchische stelsel van de Kerk:
- Gatianus naar Tours
- Trophimus naar Arles
- Paulus naar Narbonne
- Saturninus naar Toulouse
- Dionysius naar Parijs
- Austremonius naar Clermont
- Martialis naar Limoges

Deze uitzending is echter mogelijkerwijs niet zijn werk, aangezien die plaatsvond na de christenvervolging onder keizer Decius, waarbij Fabianus op 20 januari 250 om het leven kwam. Hij werd bijgezet in de Calixtuscatacombe, waar men in 1915 zijn lijkkist terugvond. Hij is een heilige die als martelaar wordt vereerd. Zijn feestdag is bij de katholieken op 20 januari en bij de orthodoxen is dat op 5 augustus.
Fabianus is de patroon van de pottenbakkers en tingieters. 